# Vranjina (otok)
Vranjina je crnogorski otok u Skadarskom jezeru. Pod tim imenom se spominje u mnogim spomenicima iz doba Nemanjića.
Vranjina je postala otok tek između 1200. i 1233. usljed podizanja razine vode u jezeru. Otok je dug oko 2 km, a širok oko 1 km. Vapnenačkog je sastava. S otoka se uzdižu dva gola vrha visoka oko 330 metara. Na sjeverozapadu pri obali, nalazi se naselje Vranjina, naseljeno nakon 1835. iz raznih krajeva Crne Gore. Prema popisu iz 2003., u naselju je živjelo 218 stanovnika, dok ih je prema popisu iz 1991. bilo 177, u 70 domaćinstava.
Na otoku je manastir Svetog Nikole, koji se prvi put spominje 1233.. Manastirsko vlastelinstvo stvoreno je darovima niza lokalnih srednjovekovnih vladara. U Vranjini je bila rezidencija zetskog mitropolita prije preseljenja prijestolnice Crnojevića sa Žabljaka na Cetinje. Oko Vranjine, kao i susjednog Lesendra, vođene su česte borbe između Crnogoraca i Turaka.

## Vanjske poveznice
|  | Zajednički poslužitelj ima još gradiva o temi Vranjina (otok) |